# حي سبأ (صنعاء)

تعديل مصدري - تعديل

حي سبأ أحد أحياء مديرية شعوب في مدينة صنعاء اليمنية، بلغ عدد سكانه 13103 نسمة حسب التعداد السكاني في اليمن لعام 2004.

## الحارات
| الحارة                  | عدد المساكن | عدد الأسر | الذكور | الأناث | الإجمالي |
| ----------------------- | ----------- | --------- | ------ | ------ | -------- |
| حارة بير الهندي الجنوبي | 112         | 112       | 457    | 389    | 846      |
| حارة سد شعوب            | 879         | 856       | 3376   | 2984   | 6360     |
| حارة السد الغربي        | 234         | 223       | 925    | 804    | 1729     |
| حارة الشهيد الأحمر      | 322         | 312       | 1129   | 1021   | 2150     |
| حارة بير الغيداء        | 46          | 44        | 181    | 144    | 325      |
| حارة بير غيداء          | 258         | 248       | 928    | 765    | 1693     |
| الإجمالي                | 1851        | 1795      | 6996   | 6107   | 13103    |